# Protosalvinia
Protosalvinia es un género de plantas extintas que se encuentran normalmente preservados en fósiles de esquisto asociados a hábitats costeros del período Devónico superior. El nombre de Protosalvinia significa literalmente «Salvinia primera», y se le dio por error al pensarse que los fósiles eran una forma primigenia del helecho acuático Salvinia. En la actualidad (2009) ya no se considera descendiente de un helecho, aunque su verdadera naturaleza aún es un tema de debate. Ello resulta sorprendente si se considera cuánto se sabe acerca de sus fósiles.
La interpretación más aceptada de Protosalvinia es que representa bien a un fósil de hepática o de alga parda, aunque no se ha identificado ningún alga parda antes de la Era Terciaria. La planta poseía un talo con ramificaciones dicótomas y cortas. Las ramificaciones de los ejemplares más grandes tenían hasta un centímetro de uno a otro extremo. En algunos fósiles, la ramificación es lisa, pero en otros los extremos de estas ramificaciones están curvados hacia el fósil, dándole una forma externa redondeada. Dentro del talo existen cámaras en las que se producen esporas (de 200 micras de diámetro) por meiosis.

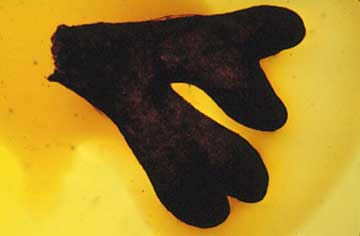
Protosalvinia sp. en una placa de microscopio, mostrando el talo bifurcado.

Debido a que los restos de Protosalvinia se preservan normalmente como fósiles por compresión puede ser difícil determinar si su anatomía es más parecida a la de una planta o a la de un alga aunque algunas evidencias bioquímicas llevan a los investigadores a catalogar la especie como un alga. Se ha encontrado lignina y cutina en su talo, y esporopolenina en la pared de las esporas. El agrupamiento de esporas hallado en el talo favorece la interpretación como la de una planta. La ausencia de estomas en la superficie tampoco es determinante, ya que todas las briofitas carecen de estomas en el cuerpo principal de la planta.
Sin embargo, las puntas de las ramas de Protosalvinia evidencian depresiones parecidas a conceptáculos.
Protosalvinia se encuentra asociada con elementos de conodontos.
En la actualidad, las relaciones de Protosalvinia permanecen inciertas.